# Рунеберг, Йохан Людвиг
Йо́хан (Ю́хан, Иоганн) Лю́двиг Ру́неберг (швед. Johan Ludvig Runeberg, 5 февраля 1804, Якобстад (Пиетарсаари), Финляндия — 6 мая 1877, Борго (Порвоо), Финляндия) — финский поэт шведского происхождения, писавший на шведском языке стихи национально-романтического содержания. Наиболее известен циклом стихов «Рассказы прапорщика Столя» (швед. Fänrik Ståhls sägner); одно из стихотворений этого цикла — «Наша земля» (швед. Vårt land, фин. Maamme) — стало гимном Финляндии. В день его рождения отмечается общегосударственный праздник Финляндии — День Рунеберга, перед которым широко продаётся пирожное Рунеберга.

## Биография
Йохан Людвиг Рунеберг родился в многодетной семье моряка Лоренца Ульрика Рунеберга и Анны Марии Мальм в городе Якобстад, на западном побережье Финляндии, в Эстерботтене. Йохан получил образование сначала в Олеаборге (Оулу), затем в городе Вааса, а позже отправился в Университет Або (ныне Турку). Там он познакомился и подружился с Юханом Снелльманом и Захариасом Топелиусом, также сыгравшими позже важную роль в финском национальном возрождении. Тогда же Рунеберг знакомится с творчеством Карла Бельмана, начинает выступать как публицист.
Чтобы поправить своё финансовое положение, Рунеберг отправился учительствовать в центральную Финляндию, где близко знакомится с жизнью простого народа. Это знакомство произвело на него глубокое впечатление, и именно тогда сформировался его идеализированный взгляд на финское крестьянство, нашедший отражение в известном стихотворении «Крестьянин Пааво» (швед. Bonden Paavo). Его герой постоянно теряет урожай из-за морозов, но, не жалуясь, делает хлеб из толчёной коры. Этот образ стал настоящим символом человеческого качества, известного как sisu — готовность выдерживать любые испытания.
В 1827 году Рунеберг получает степень магистра и остаётся в университете (переехавшем после пожара Або (Турку) в Хельсинки), где с 1830 года преподаёт риторику; в том же году выходит его первый сборник «Стихотворения» (швед. Dikter). В 1831 году Рунеберг женится на Фредрике Шарлотте Тенгстрём; у них рождается восемь детей, двое из которых умерли в раннем возрасте. Сын Рунеберга Вальтер стал скульптором и автором памятника своему отцу, установленного в 1885 году. Другой сын Иоганн стал врачом и политиком.

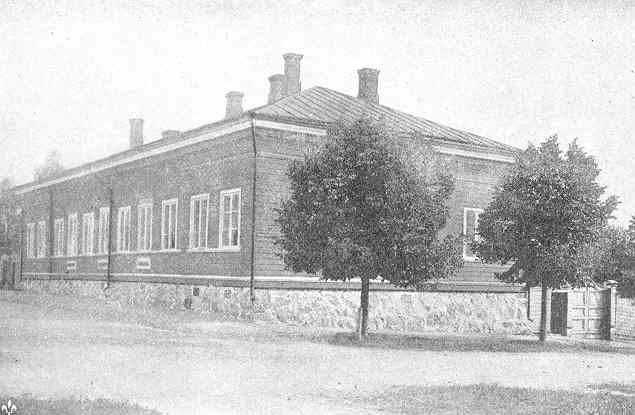
Дом Рунебергов в Порвоо

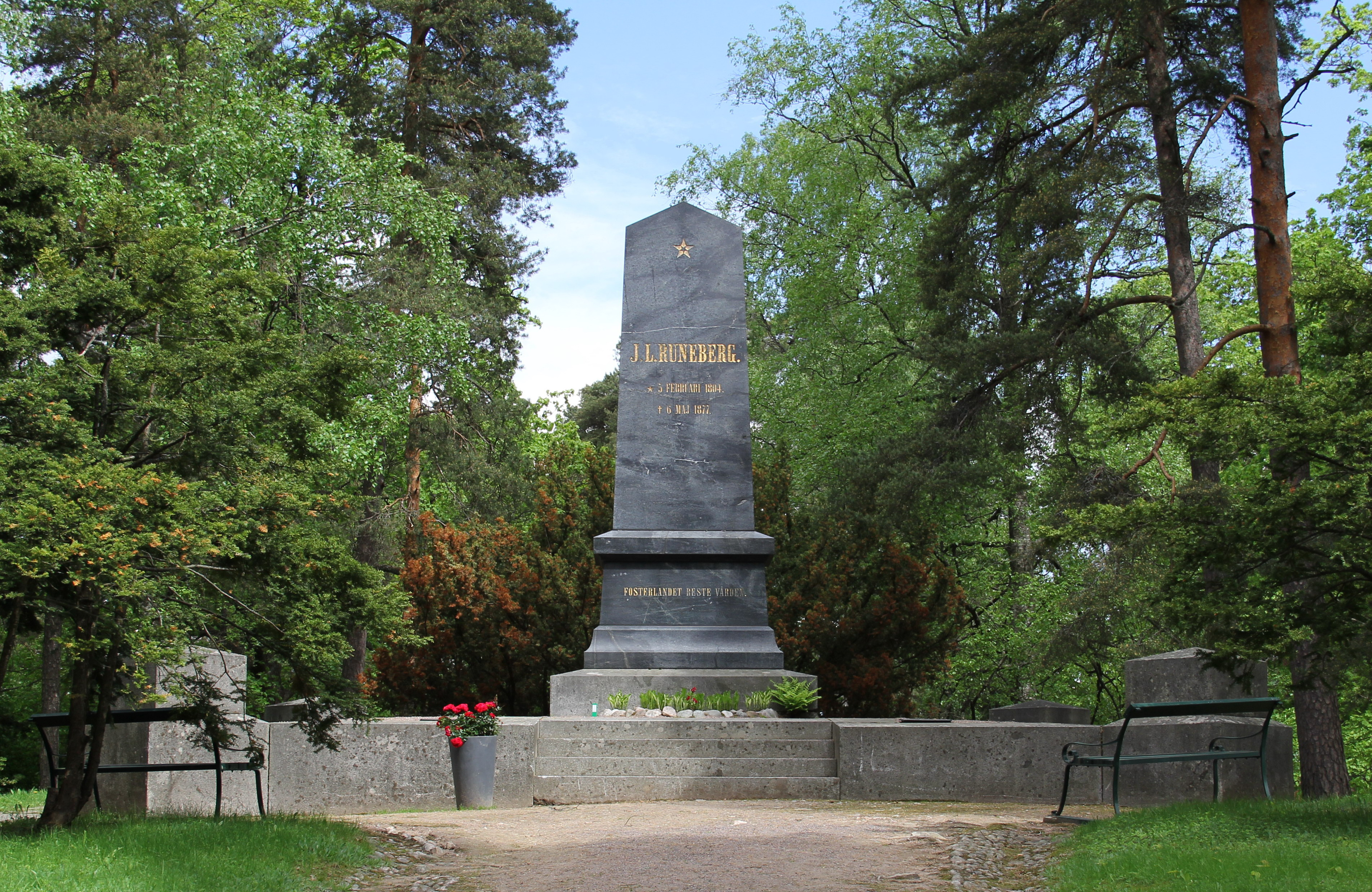
Памятник на могиле Рунеберга на кладбище Нясинмяки города Порвоо

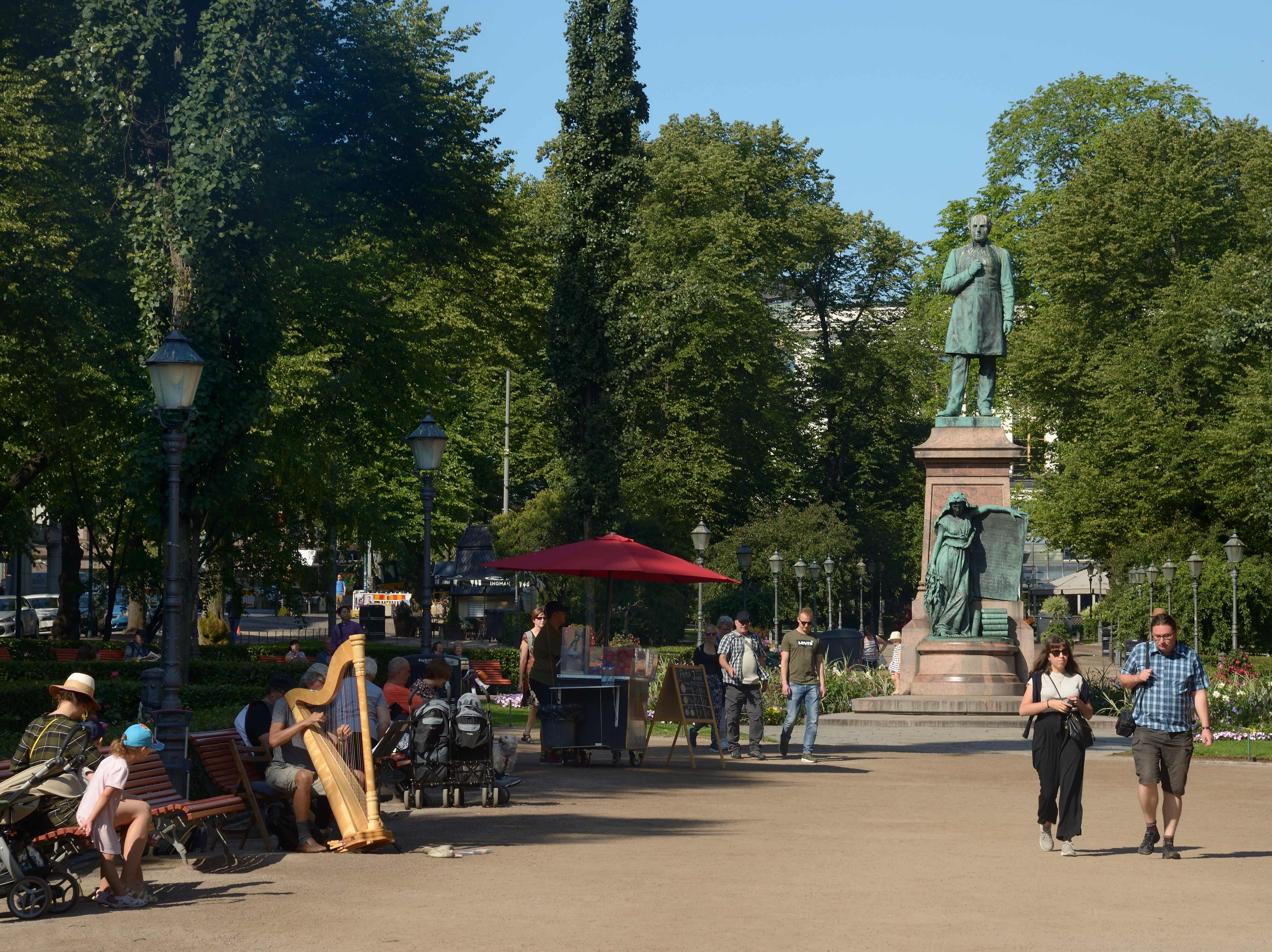
Памятник Рунебергу в Парке Эспланады в Хельсинки

Жена Рунеберга Фредрика также получила известность как писательница, автор исторических романов в духе Вальтера Скотта. Её роман «Госпожа Катарина Бойе и её дочери» (швед. «Fru Katarina Boije och hennes döttrar»), который вышел в свет в 1858 году, можно считать первым историческим романом в финской литературе.
В 1833 году выходит второй сборник стихов Рунеберга. В 1837 году он переезжает в Порвоо (Борго), где он получил пост учителя классических языков в местной гимназии; он также основал газету (швед. Borgå Tidning). В 1847 году Рунеберг становится директором гимназии.
Среди самых известных произведений Рунеберга — написанная гекзаметром поэма «Охотники на лосей», 1832 (швед. Elgskyttarne), «Король Фьялар», 1844 (швед. Kung Fjalar) и цикл стихов «Рассказы прапорщика Столя», 1848—1860 (швед. Fänrik Ståhls sägner), посвящённый событиям русско-шведской войны 1808—1809 годов. «Рассказы» получили наибольшую известность и наряду с «Калевалой» Лённрота считаются частью финского национального эпоса. Образ маркитантки Лотты из этой поэмы вдохновил Бертольта Брехта на создание «Мамаши Кураж». Её именем была названа полувоенная женская организация «Лотта Свярд».
В 1848 году иммигрант из Германии Фредрик Пациус положил пролог к «Рассказам» — стихотворение «Наша земля» (швед. Vårt land) на музыку; теперь это национальный гимн Финляндии (финский перевод текста приписывается Пааво Каяндеру, русский — Александру Блоку).
В 1863 году случилось несчастье, ставшее началом драматического периода в жизни Рунеберга. На охоте его поразил паралич. Начались тринадцать с половиной лет испытаний. Поэт был практически прикован к постели и уже никогда больше не смог заниматься литературным творчеством.
6 мая 1877 года Рунеберг умер. 12 мая 1877 года был с почестями похоронен в самой высокой точке кладбища Нясинмяки города Порвоо. На его могиле установлен величественный памятник.
Через год после смерти жены поэта Фредрики Рунеберг (умерла в 1879 году) Александр II по просьбе финляндского сейма объявил дом, в котором Рунеберг прожил последние 25 лет жизни, национальной собственностью и музеем.

## Оценка творчества
Рунебергу принадлежит значительная роль в славянско-скандинавских литературных связях: он переводил на шведский Пушкина, Жуковского, К. П. Массальского, украинские и сербские песни. Им переведены также произведения Ф. Шиллера, Л. Уланда, Ф. Штольберга, К. Кишфалуди. Имя его героини Нади из одноимённой поэмы на сюжет из русской жизни стало популярным в Финляндии и Швеции. Александр Плетнёв назвал поэта «финляндским Пушкиным». Образы русских коробейников из «Охотников на лосей» использовали позднее такие финские писатели как Алексис Киви и Вяйнё Линна.
На финский его переводил, например, Эйно Лейно, на русский — Александр Блок и Валерий Брюсов, на белорусский — Максим Богданович.

## Публикации на русском языке
- Рунеберг Й. Л. Избранное. Лирика (с параллельным шведским текстом). «Сказания Фенрика Столя» (отдельные баллады). «Король Фьялар». Критические статьи. Письма / Пер. со швед. В. Дорофеева, Е. Дорофеевой. — СПб.: Коло, 2004. — 304 с. — ISBN 5-901841-17-4.